# PAKA Glashütter Pappen- und Kartonagenfabrik
Die PAKA Glashütter Pappen- und Kartonagenfabrik GmbH ist ein deutsches Unternehmen der Verpackungsindustrie und Produzent von Vollpappe aus Altpapier sowie Verarbeiter diverser Pappen, Kartonsorten und von Wellpappe.

## Geschichte

### Ursprünge des Unternehmens 1848 bis 1942
Die Ursprünge des Unternehmens gehen bis ins 19. Jahrhundert zurück. Erstmals erwähnt wurde die Fabrik in Unterlagen im Jahr 1848. Der damalige Eigentümer war die internationale Telegraphenbauanstalt. Damals wurden am Standort in Glashütte Gehäuse aus Holz für die im Ort ansässige Uhrenindustrie produziert. Durch die sehr nahe Lage zum Fluss Müglitz nutze man zur Energieerzeugung ein Wasserrad, die Beleuchtung erfolgte mit Petroleum in Zylinderlampen. Unter den Besitzern Kadner & Mende begann die Pappenerzeugung mit der Holzschleiferei im Jahr 1883 und wurde 1895 zu „G. Neumann – Holzschleiferei und Pappenfabrik“ umbenannt.

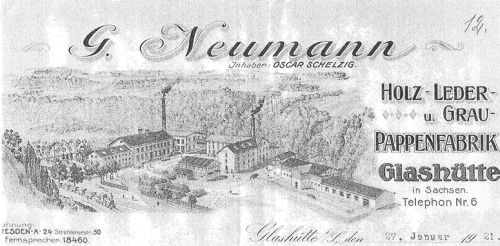

Eine eigene Gleisanlage besteht in dem Firmengelände bereits seit 1927 (Schmalspur) bzw. 1938 (Normalspur). Nach mehrfachem Wechsel der Firmeninhaber und verändertem Produktionsfokus wurde der Pappenbetrieb während des Zweiten Weltkrieges 1942 geschlossen und das Betriebsgelände als Wohngelände für rund 2.000 Menschen genutzt.

### Nachkriegszeit & VEB vereinigte Pappen- und Kartonagenwerke (1945 bis 1992)
Nach dem Zweiten Weltkrieg ging der Betrieb im Zuge der Betriebsenteignungen in Volkseigentum über. Dort entstanden die heutigen Hauptbereiche: Erzeugung von Wickelpappe sowie Herstellung von Kartonagen und Stegen/Gefachen. Nach Unterstellung des Betriebes ab 1949 unter die neugegründete „Vereinigung volkseigener Betriebe Papier Heidenau“ und ab 1957 unter die „Hauptverwaltung Zellstoff, Papier und Pappe Heidenau“ wurde nach einigen Produktions- und Maschinenverlagerungen 1969 die damalige „VEB Vereinigte Pappen- und Kartonagenwerke -Sitz Glashütte“ im „VEB Kombinat Zellstoff und Papier“ gegründet. Diese vereinigte die Werke und Betriebsstätten in Glashütte, Großschirma, Lodenau, Porstendorf, Raschau (später auch Lübben und Pockau). Alleine am Standort Glashütte wurden damals fast 200 Mitarbeiter beschäftigt. Zum 100-jährigen Jubiläum wurden neben der Einweihung eines Mühlsteines im Eingangsbereich des Unternehmens außerdem die bestehenden Bahngleise in die Firma erneuert. Hier konnte nun der Transport statt über die Straßen auch sehr verbessert auf Schienen erfolgen. Die Herstellung der damals in der Betriebsstätte Großschirma produzierten Bierdeckel wurden als „Verfahren zur Herstellung papiergedeckter saugfähiger Pappen“ durch die VEB Vereinigte Pappen- und Kartonagenwerke Sitz Glashütte, DDR 8245 Glashütte, DD zum Patent angemeldet.

### PAKA Glashütter Pappen- und Kartonagenfabrik GmbH (1992 bis heute)

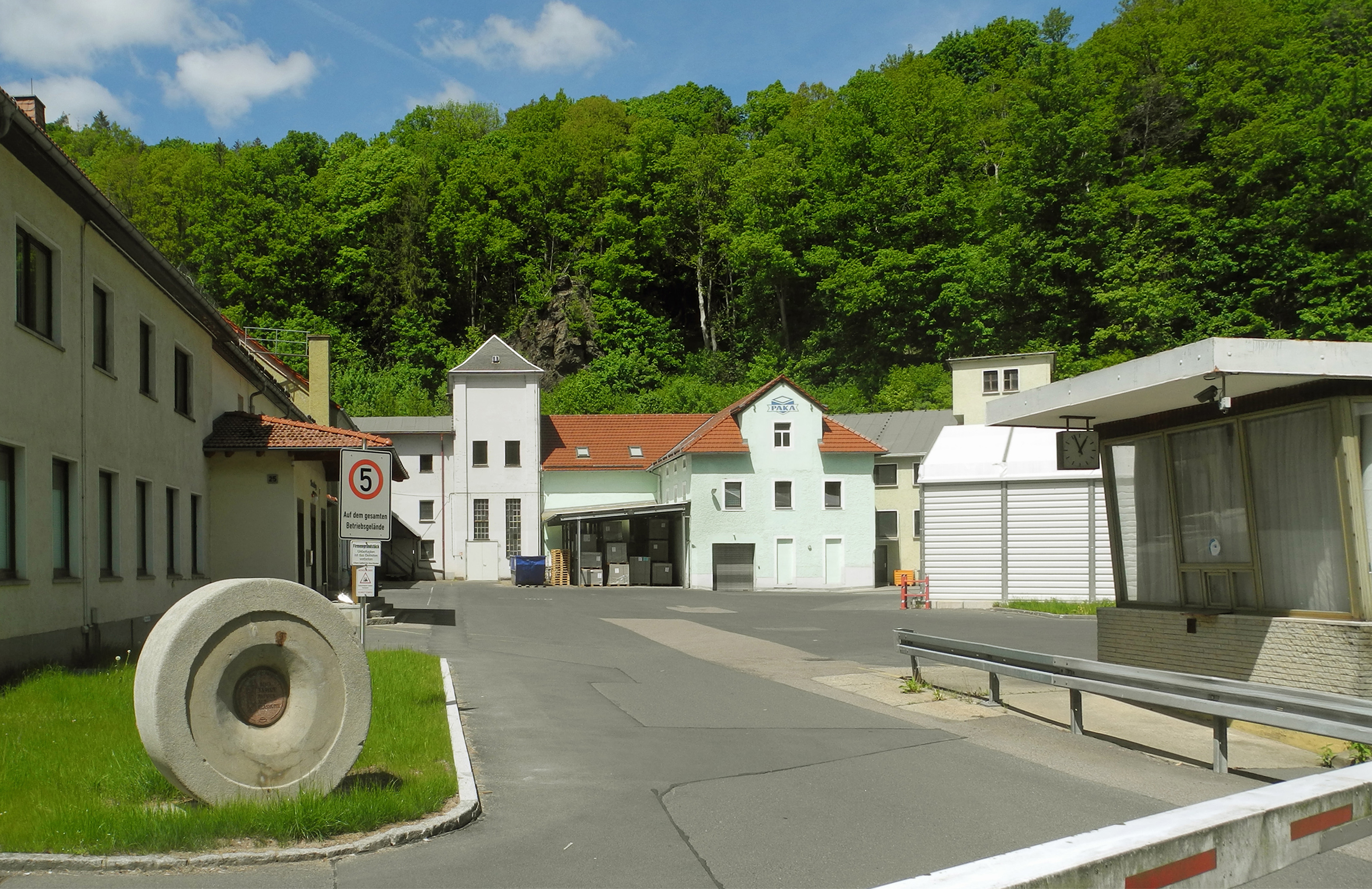
Glashütter Pappen- und Kartonagenfabrik in Glashütte, Altenberger Str. 25

Die jetzige Firma „PAKA Glashütter Pappen- und Kartonagenfabrik GmbH“ wurde 1992 durch ein Management-Buy-out von drei ehemaligen VEB-Mitarbeitern gegründet. Im Zuge der Umstrukturierung kam es außerdem zur Erweiterung und Erneuerung des Maschinenparks. Daraus folgend gehörte die PAKA zu den 10 größten Herstellern von starken Pappen in Deutschland. Die Jahrhundertflut 2002 hat das Unternehmen stark in Mitleidenschaft gezogen. Im Jahr 2016 ging die PAKA Glashütter Pappen- und Kartonagenfabrik GmbH in die Hände des jetzigen Inhabers Ronny Ruider im Rahmen einer Unternehmensnachfolge über.

## Geschäftsfelder & Produkte
Produktion und Herstellung von Verpackungen aus Vollpappe, Wellpappe sowie diversen Stanzartikel und Sonderlösungen für die Verpackungsbranche. Abfallunternehmen beliefern das Unternehmen mit Altpapier zum Recycling.